# Nossa Senhora da Luz (São Vicente)

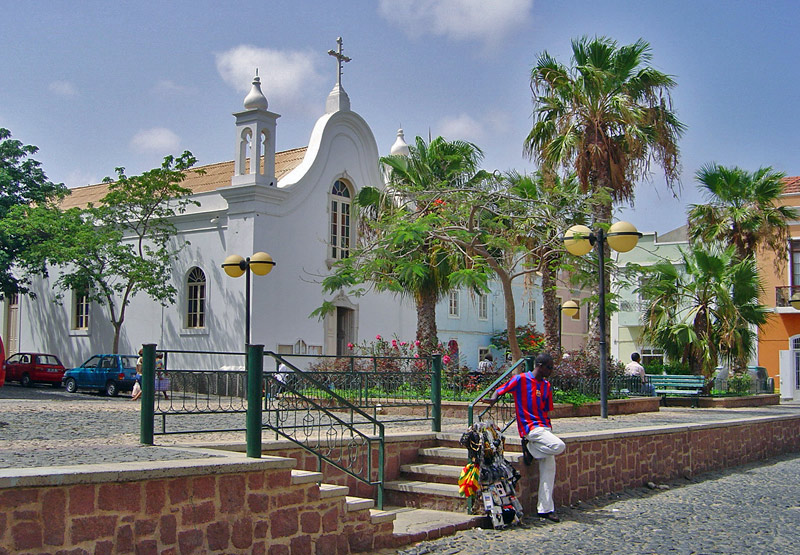
Igreja de Nossa Senhora da Luz, em Mindelo.

Nossa Senhora da Luz é uma freguesia de Cabo Verde. Pertence ao  concelho de São Vicente, de que é a única freguesia, e está situado na ilha do mesmo nome.
A freguesia está dividida nas seguintes zonas:
- A cidade do Mindelo
- A zona do Lameirão
- A zona de Ribeira Julião
- A zona de Ribeira da Vinha
- A aldeia de Ribeira de Calhau
- A aldeia de Salamansa
- A aldeia de São Pedro

A sua área coincide com a Paróquia de Nossa Senhora da Luz, e o feriado religioso é celabrado a 8 de setembro, dia de Nossa Senhora da Luz.